# Leia Dongue
Leia Tânia do Bastião Dongue, aka Tanucha, sinh ngày 24 tháng 5 năm 1991, tại Maputo, Mozambique, là một cầu thủ bóng rổ người Mozambique. Cô ấy là 185   cm (6'07 ") và chơi như một Small Forward.
Vào tháng 5 năm 2013, cô đã được Primeiro de Agosto mua.
Tanucha đã được bình chọn là MVP tại Giải bóng rổ nữ 2014 của Angola và tại Cúp vô địch câu lạc bộ châu Phi FIBA 2014 và 2015.